# Bartłomiej Leśniak
Bartłomiej Leśniak (ur. 23 marca 1986 r. w Krakowie) – polski wioślarz.

## Osiągnięcia
- Mistrzostwa Świata U-23 – Glasgow 2007 – dwójka podwójna wagi lekkiej – 5. miejsce[1].
- Mistrzostwa Świata – Poznań 2009 – jedynka wagi lekkiej – 16. miejsce[1].
- Mistrzostwa Europy – Montemor-o-Velho 2010 – jedynka wagi lekkiej – 5. miejsce[1].